# José María Romero Poyón
José Maria Romero Poyón, conegut com a José Mari, (Sevilla, 10 de desembre de 1978) és un exfutbolista professional andalús, que ocupava la posició de davanter.

## Trajectòria
Després de despuntar al Lledón, va ser captat pel Sevilla FC, on va anar pujant pels diversos equips inferiors. Al 5 de març de 1997 debutava amb els sevillistes a primera divisió, en partit contra el Rayo Vallecano. Eixe any va jugar 21 partits i va marcar 7 gols, sent una de les sorpreses del campionat, la qual cosa li va obrir les portes de l'Atlètic de Madrid.
Al conjunt matalasser, va marcar 18 gols en les seues dues primeres campanyes. A més a més, va quallar destacades actuacions contra el rival de la ciutat, el Reial Madrid. El gener del 2000 fitxa per l'AC Milà, la qual cosa li equival quedar-se fora de l'equip roig-i-blanc fins al final de temporada. Després, durant la seua tercera campanya a Itàlia, retornaria al Manzanares com a cedit.
L'estiu del 2003 s'incorpora al Vila-real CF, on durant quatre anys seria davanter de refresc del conjunt valencià. Amb el conjunt groguet guanyà dues Copa Intertoto, el 2003,i 2004. Posteriorment, ha militat en el Reial Betis i en el Gimnàstic de Tarragona. Acabà la seva carrera esportiva al Xerez CD.

## Selecció espanyola
José Mari va ser 4 vegades internacional per la selecció espanyola, tot marcant un gol. Amb la selecció olímpica va acudir als Jocs Olímpics de Sydney 2000, tot guanyant-hi la medalla d'argent.